# لياوات
اللياوات (الاسم العلمي:Leeoideae) هي أسرة من النباتات تتبع الفصيلة الكرمية من رتبة الكرميات.

## أجناس اللياوات
- الليا